# Summer's Stellar Gaze
Albums de Silverstein
When the Shadows Beam
(2002)
Summer's Stellar Gaze est le titre du premier mini-album du groupe Silverstein sorti en 2000.

## Liste des titres
1. Waiting Four Years
2. Wish I Could Forget You
3. Friends In Fallriver
4. Summer's Stellar Gaze
5. My Consolation
6. Forever And A Day